# Награда Кочићева књига за драму
Награда Кочићева књига за драму додељује се за најбољи оригинални драмски текст изведен у оквиру позоришног фестивала Театар фест Петар Кочић у Бањалуци.
Награда се додељује од 2008. и састоји се од плакете и сребрног новчића са ликом Петра Кочића. Од 2012. ова награда додељује се (и) за најбољи текст изведбе.

## Добитници
| Година | Добитник              | Дело                                | Реф.                          |
| ------ | --------------------- | ----------------------------------- | ----------------------------- |
| 2008.  | Угљеша Шајтинац       | Хадерсфилд                          | [ 2 ] [ 3 ] [ 4 ] [ 5 ] [ 6 ] |
| 2009.  | Душан Ковачевић       | Генерална проба самоубиства         | [ 2 ] [ 3 ] [ 4 ] [ 5 ] [ 6 ] |
| 2010.  | Милена Марковић       | Брод за лутке                       | [ 2 ] [ 3 ] [ 4 ] [ 5 ] [ 6 ] |
| 2011.  | Горан Петровић        | Матица                              | [ 2 ] [ 3 ] [ 4 ] [ 5 ] [ 6 ] |
| 2012.  | Радмила Смиљанић      | Бунар                               | [ 2 ] [ 3 ] [ 4 ] [ 5 ] [ 6 ] |
| 2013.  | Тања Шљивар           | Гребање или како се убила моја бака | [ 2 ] [ 3 ] [ 4 ] [ 5 ] [ 6 ] |
| 2014.  | Душан Ковачевић       | Рођендан господина Нушића           | [ 2 ] [ 3 ] [ 4 ] [ 5 ] [ 6 ] |
| 2015.  | Ненад Тодоровић       | Хотел Косово                        | [ 2 ] [ 3 ] [ 4 ] [ 5 ] [ 6 ] |
| 2016.  | Дејан Дуковски        | Дух који хода                       | [ 7 ]                         |
| 2017.  | Вук Бошковић          | Ново доба                           | [ 8 ]                         |
| 2018.  | Анте Томић            | Устав Републике Хрватске            | [ 9 ]                         |
| 2018.  | Рајко Грлић           | Устав Републике Хрватске            | [ 9 ]                         |
| 2018.  | Жељка Удовичић        | Устав Републике Хрватске            | [ 9 ]                         |
| 2019.  | Александар Михаиловић | У чије име                          | [ 10 ]                        |